# بروس بارنز (تنیس‌باز)
 بروس بارنز (انگلیسی: Bruce Barnes؛ زاده ۲۴ نوامبر ۱۹۰۹ درگذشته ) یک تنیس‌باز اهل ایالات متحده آمریکا بود.